# 레미기야 나자로비에네
레미기야 나자로비에네(리투아니아어: Remigija Nazarovienė, 러시아어: Ремигия Назаровене, 1967년 6월 2일 ~ )는 리투아니아의 은퇴한 육상 선수로 주 종목은 7종경기이며, 결혼 전 성은 사블로우스카이테(리투아니아어: Sablovskaitė, 러시아어: Сабловскайте)이다. 1997년 세계 육상 선수권 대회에서 동메달을 획득했으며, 올림픽에 4번 참가했다. 현재 7종경기 리투아니아 기록(6604점)을 보유 중이며, 현역 시절에 100m 허들과 60m 허들 리투아니아 기록을 수립했다.

## 개인사
아버지는 창던지기 선수였으며, 에스토니아 10종경기 국가대표 선수인 안드레이 나자로브와 결혼하였다. 현역에서 은퇴한 후에 남편을 따라 에스토니아로 건너가 코치로 일했다.
아들인 데이비다스는 농구 선수이며, 리투아니아 청소년 대표팀 선수를 거쳐 리투아니아와 에스토니아 프로 농구 리그에서 활동했다.